# Teatro Sant’Apollinare
Das Teatro Sant’Apollinare war ein 1651 in Venedig eröffnetes Opernhaus. Es war in einem Patrizierhaus, das aber 1661 wieder zu einem Wohnhaus umgebaut wurde. 
Es wurde vom Impresario Giovanni Faustini geleitet, der Librettist von Francesco Cavalli war. Im Eröffnungsjahr 1651 fand die Uraufführung von La Calisto von Cavalli und Faustini statt, der aber im Monat nach der Uraufführung starb. Danach übernahm dessen Bruder Marco Faustini die Leitung. Es galt zwar als damals kleinstes öffentliches Opernhaus in Venedig, hatte aber eine Bühnenmaschinerie auf technisch hohem Stand.
Hier fanden mehrere Uraufführungen von Cavalli-Opern statt. Es war am heutigen Corte Petriana im Stadtteil San Polo, wie die meisten Theater in Venedig nach einer nahen Kirche benannt, hier San Apollinare (obwohl San Polo näher liegt).